# Assurance-emploi
Au Canada, l'assurance-emploi est une prestation proposée par le gouvernement fédéral pour offrir un soutien temporaire de revenu aux personnes sans emploi.
Ce régime existe officiellement depuis 1940, à la suite d'une modification à la constitution canadienne (elle-même établie à la suite de l'adoption de la Loi constitutionnelle de 1867). La responsabilité de l'assurance-emploi est expressément confiée au gouvernement fédéral.

## Historique

### Assurance-chômage (1935–1996)

#### Genèse (1935–1940)
La crise économique des années 1930 pousse le gouvernement du Canada à réfléchir à un régime de soutien aux personnes sans emploi alors que le marasme économique cause une forte poussée du chômage. Une première tentative échoue en 1935 au motif qu'une telle initiative ne relève pas d'un domaine exclusivement fédéral, la Loi sur le placement et les assurances sociales est ainsi déclarée inconstitutionnelle.
Le gouvernement fédéral enclenche une consultation auprès des provinces pour modifier l'Acte de l'Amérique du Nord britannique de 1867 et ainsi faire de l'assurance-chômage une compétence exclusivement fédérale. Les provinces donnent un appui unanime à la proposition fédérale et l'article 91 est amendé le 10 juillet 1940 par la Loi constitutionnelle de 1940, permettant au Parlement d'adopter la Loi sur l'assurance-chômage le 7 août 1940.

#### Réforme de 1971
Le régime connaît une refonte en profondeur lorsque la Loi de 1971 sur l'assurance-chômage est sanctionnée le 23 juin 1971. La protection est largement étendue et devient alors presque universelle à l'exception de certains cas tel: 
- Les travailleurs indépendants (sauf les pêcheurs qui ont un régime particulier) ;
- Les personnes âgées de 70 ans et plus ;
- Les personnes n'atteignant pas la rémunération hebdomadaire minimale.

Le taux de remplacement est alors fixé à 75 % pour les prestataires ayant des enfants à charge, et 662⁄3 % sinon. Ce taux sera abaissé plusieurs fois dans les années suivantes :
- Le 1er janvier 1976 le taux est ramené à 662⁄3 % de la rémunération[note 1],[6]. Le même jour les personnes de 65 à 69 ans sont exclues du régime[5];
- Le 11 septembre 1977 le taux de prestation est maintenu à 662⁄3 % de la rémunération assurable mais le plancher de 20 $ de rémunération instauré en 1976 est abandonné[7],[8];
- Ce pourcentage est ensuite abaissé à 60 % à partir du 7 janvier 1979[9],[10],[5].

#### Sous le gouvernement Mulroney (1984–1993)
Quelques semaines après les élections fédérales de 1984 le gouvernement nouvellement élu publie une ordonnance augmentant les taux de cotisations au 1er janvier 1985 à 2,35 % pour les employés et 3,29 % pour les employeurs ; la première hausse du taux depuis 1983,.
Le gouvernement Mulroney annonce en 1989 un plan d'économie de 1,3 milliard dans le régime d'assurance-chômage. Les mesures restreignent l'éligibilité au régime et réduisent les prestations. Le nombre de semaines de travail requises pour se qualifier au régime est fixé de 10 à 20 semaines dépendamment du taux de chômage de la région du bénéficiaire (contre 10 à 14 précédemment). Le temps pendant lequel les prestations sont versées est également réduit de 6 à 7 semaines selon les cas.
La ministre de l'Emploi et de l'Immigration, Barbara McDougall, estime que 300 000 bénéficiaires seront touchées par les changements annoncées alors que le leader du NPD, Ed Broadbent, estime qu'un million de personnes seront touchées par la réforme, chiffre jugé « exagéré » par Barbara McDougall.
Le 27 avril 1989, le budget fédéral de 1989 (en) déposé par le ministre des Finances, Michael Wilson, prévoit le désengagement du gouvernement fédéral du financement du programme d'assurance-chômage à partir du 1er janvier 1990. Jusqu'à cette date le gouvernement fédéral défrayait une partie des dépenses du régime d'assurance-chômage. Le régime est dès lors entièrement financé par les contributions des salariés et des employeurs (incluant le gouvernement fédéral lorsqu'il agit à titre d'employeur).
Le 18 novembre 1990 les personnes de 65 ans et plus sont réintégrées dans le régime.
Confronté à un déficit grandissant du régime d'assurance-chômage du fait de la récession du début des années 1990, le successeur de Michael Wilson, Don Mazankowski, annonce en décembre 1992 que le taux des prestations d'assurance-chômage pour les nouveaux prestataires est abaissé de 60 à 57 % à partir du 4 avril 1993. Cette disposition est incluse dans la Loi n° 2 de 1993 sur la compression des dépenses publiques qui est sanctionnée le 2 avril 1993,.
Malgré l'important déficit du régime en 1992-93, le taux de cotisation est maintenu à 3 % en 1993 alors que la rémunération assurable maximale est fixée à 745 $.

#### Sous le gouvernement Chrétien (1993–1996)
Paul Martin, nommé ministre des Finances en novembre 1993, annonce en février 1994 dans son premier budget une baisse du taux de cotisation à l'assurance-chômage. Alors que ce taux aurait (en l'absence de mesures) été porté à 3,30 % des gains assurables en 1995, le ministre annonce qu'il sera abaissé à 3,00 %, par rapport au taux de 3,07 % applicable en 1994,. Le budget 1994 prévoit également certain resserrements :
- La modification du taux de prestation (qui était fixé à 57 % depuis avril 1993)[20]
  - Il passe à 55 % des revenus assurables en règle générale ;
  - Un taux bonifié de 60 % est créé pour les prestataires à faible revenus ayant une personne à charge.
- Le nombre minimum de semaines requises pour qualifier aux prestations est haussé de 10 à 12[21].

### Assurance-emploi (depuis 1996)
Le 20 juin 1996, la Loi sur l'assurance-emploi est sanctionnée et remplace ainsi la Loi sur l'assurance-chômage. Le projet de loi C-12 introduit une vague de changements majeurs qui changent la physionomie du régime:
- L'admissibilité du régime est désormais déterminée par rapport aux heures travaillées et non plus en semaines travaillées ;
- Le mode de calcul de la prestation est modifié : il est désormais basé sur les gains moyens lors des 26 dernières semaines travaillées ;
- Un nouveau paramètre (la règle d'intensité) est créé pour réduire les prestations versées aux prestataires fréquents ;
- Le montant maximum de rémunération assurable est drastiquement réduit (de 845 $ à 750 $).

#### Bonifications du régime (1999–2000)
En 1999, le gouvernement fédéral annonce une réforme de l'AE prévoyant une bonification des prestations parentales, de maternité et d'adoption. Le Québec conteste en cours cette réforme arguant que cette modification empiète sur son champ de compétence (la politique familiale). La réforme entre en vigueur le 31 décembre 2000.
À l'automne 2000, le gouvernement dépose au Parlement le projet de loi C-2 qui réforme l'assurance-emploi. Ce projet de loi vise notamment à abroger la règle d'intensité qui cesse de s'appliquer à partir du 1er octobre 2000. Cela fait en sorte que l'intégralité des prestataires percevront 55 % de leurs gains assurables. Le projet de loi C-2 (devenu Loi modifiant la Loi sur l’assurance-emploi et le Règlement sur l’assurance-emploi (pêche)) est adopté par la Chambre des communes le 4 avril 2001 par un vote de 174 voix contre 87,, transmis au Sénat puis sanctionné le 10 mai 2001.

#### Entente avec le Québec sur l'assurance parentale (2005)
Le 1er mars 2005 le gouvernement fédéral et le gouvernement du Québec signent l'Entente finale Canada-Québec sur le Régime québécois d’assurance parentale portant sur la création d'un régime québécois d'assurance parentale (RQAP). La Loi modifiant la loi sur l'assurance parentale est votée par l'Assemblée nationale du Québec le 16 juin 2005 et entre en vigueur le 1er janvier 2006,. Depuis cette date le taux de cotisation à l'AE au Québec est inférieur à celui des autres provinces (puisqu'une cotisation séparée finance le RQAP).

#### Covid-19: Assouplissement temporaire
Dans le cadre de la pandémie de Covid-19, un assouplissement des règles d'admission à l'assurance-emploi, d'une durée d'un an, est prévu à la fin de la prestation canadienne d'urgence, ce qui permettra à 400 000 chômeurs supplémentaires d'y avoir accès.

## Fonctionnement

### Financement du programme
Le programme d'assurance-emploi est presque exclusivement financé par les cotisations obligatoires versées par les employeurs et les salariés. Les travailleurs non-salariés ont la possibilité d'adhérer au régime depuis 2010, dans ce cas ils doivent aussi verser une contribution au régime.
Jusqu'au 1er janvier 1990 le gouvernement fédéral contribuait financièrement au régime d'assurance-chômage pour assurer son équilibre financier. Depuis cette date il ne participe à ce programme qu'à titre d'employeur.

### Taux de cotisation
Depuis le 1er janvier 2024, le taux de cotisation (hors Québec) pour les employés est fixé à 1,66 % (1,63 % en 2023) de leur salaire annuel assurable (c'est-à-dire leur salaire à concurrence de 63 200 $ par an). La cotisation annuelle maximale en 2024 est donc de 1 049,12 $.
Au Québec ce taux est fixé à 1,32 % (1,27 % en 2023) du salaire assurable (la limite est la même) puisque le Gouvernement du Québec administre lui-même depuis 2006 le régime québécois d'assurance parentale (RQAP).
La cotisation des employeurs est fixée à 1,4 fois la cotisation versée par l'employé,.

## Résultats financiers
| |
| Résultats financiers avant ajustements et financements ponctuels - Recettes - Dépenses - Solde annuel |

| Année fiscale                                           | Recettes    | Recettes | Dépenses    | Dépenses | Solde   | Ajust. | Solde cumulé |
| Année fiscale                                           | Cotisations | Autres   | Prestations | Autres   | Solde   | Ajust. | Solde cumulé |
| ------------------------------------------------------- | ----------- | -------- | ----------- | -------- | ------- | ------ | ------------ |
| 1989–90                                                 | 10 969      | 2 551    | 11 439      | 1 083    | 998     | 0      | 971          |
| 1990–91                                                 | 13 009      | 1 797    | 14 341      | 1 260    | –795    | 0      | 176          |
| 1991–92                                                 | 15 772      | 38       | 18 386      | 1 230    | –3 806  | 3 023  | –607         |
| 1992–93                                                 | 17 790      | 42       | 19 128      | 1 269    | –2 385  | 2 335  | –657         |
| 1993–94                                                 | 18 671      | 51       | 17 596      | 1 760    | –634    | 747    | –544         |
| 1994–95                                                 | 19 371      | 61       | 14 961      | 1 708    | 2 763   | –2 718 | –499         |
| 1995–96                                                 | 18 921      | 82       | 13 512      | 1 579    | 3 912   | –3 386 | 27           |
| 1996–97                                                 | 20 207      | 161      | 12 528      | 1 374    | 6 466   | 0      | 6 493        |
| 1997–98                                                 | 19 151      | 417      | 11 872      | 1 321    | 6 375   | 0      | 12 868       |
| 1998–99                                                 | 19 704      | 816      | 11 952      | 1 360    | 7 208   | 0      | 20 076       |
| 1999–00                                                 | 18 839      | 1 109    | 11 443      | 1 406    | 7 099   | 0      | 27 175       |
| 2000–01                                                 | 18 988      | 1 606    | 11 091      | 1 384    | 8 119   | –117   | 35 177       |
| 2001–02                                                 | 18 342      | 1 159    | 13 748      | 1 568    | 4 185   | 0      | 39 362       |
| 2002–03                                                 | 18 243      | 1 125    | 14 496      | 1 606    | 3 266   | 1 168  | 43 796       |
| 2003–04                                                 | 17 900      | 1 175    | 15 058      | 1 581    | 2 436   | 0      | 46 232       |
| 2004–05                                                 | 17 655      | 1 047    | 14 748      | 1 639    | 2 315   | 0      | 48 547       |
| 2005–06                                                 | 16 917      | 1 403    | 14 417      | 1 634    | 2 269   | 0      | 50 816       |
| 2006–07                                                 | 17 109      | 2 009    | 14 084      | 1 732    | 3 302   | 0      | 54 118       |
| 2007–08                                                 | 16 877      | 2 021    | 14 298      | 1 765    | 2 835   | 0      | 56 953       |
| 2008–09                                                 | 17 217      | 1 015    | 16 308      | 1 830    | 94      | 124    | 57 171       |
| Création du Compte des opérations de l’assurance-emploi |             |          |             |          |         |        |              |
| 2009–10                                                 | 17 121      | 56       | 21 586      | 2 177    | –6 586  | 1 522  | –4 936       |
| 2010–11                                                 | 17 862      | 58       | 19 850      | 1 959    | –3 889  | 1 428  | –7 397       |
| 2011–12                                                 | 18 938      | 72       | 17 648      | 2 031    | –669    | 118    | –7 948       |
| 2012–13                                                 | 20 796      | 88       | 17 099      | 1 789    | 1 996   | –11    | –5 963       |
| 2013–14                                                 | 22 160      | 68       | 17 301      | 1 698    | 3 229   | 0      | –2 734       |
| 2014–15                                                 | 22 962      | 53       | 18 052      | 1 707    | 3 256   | 0      | 522          |
| 2015–16                                                 | 23 491      | 95       | 19 419      | 1 774    | 2 393   | 0      | 2 915        |
| 2016–17                                                 | 22 537      | 66       | 20 711      | 1 808    | 84      | 0      | 2 999        |
| 2017–18                                                 | 21 533      | 81       | 19 715      | 1 947    | –48     | 0      | 2 951        |
| 2018–19                                                 | 22 699      | 83       | 18 888      | 1 929    | 1 965   | 0      | 4 916        |
| 2019–20                                                 | 22 637      | 77       | 19 990      | 3 735    | –1 011  | 0      | 3 905        |
| 2020–21                                                 | 22 881      | 16       | 33 712      | 28 127   | –38 942 | 27 331 | –7 706       |
| 2021–22                                                 | 24 305      | 29       | 38 964      | 2 541    | –17 171 | –95    | –24 972      |
| 2022–23                                                 | 27 422      | 51       | 21 905      | 2 290    | 3 278   | –483   | –22 177      |
| 2023–24                                                 | 30 156      | 117      | 23 515      | 2 792    | 3 966   | –226   | –18 437      |

## Controverses

### Abolition duCompte d'assurance-emploi(2010)
Dans le cadre du budget 2010, le gouvernement conservateur a aboli le Compte d'assurance-emploi (avec effet rétroactif au 1er janvier 2009) en le remplaçant par le Compte d'opérations de l'assurance-emploi sans y transférer le surplus de 57 milliards de dollars accumulé dans l'ancien compte. Deux centrales syndicales du Québec (la CSN et la FTQ) ont attaqué en justice la constitutionalité de cette décision, se rendant jusqu'à la Cour suprême du Canada début 2014.
La Cour suprême donne raison au gouvernement du Canada dans cette cause en juillet 2014.

### Quotas de radiations (2013)
En juillet 2013, une employée de Service Canada a révélé que les enquêteurs à l'emploi de l'assurance-emploi ont un quota annuel de 400 000 CAD à atteindre, c'est-à-dire qu'ils ont pour mission de rechercher activement les personnes qui violent les règles de l'assurance-emploi.

### Discriminations
Le nombre minimum d’heures de travail qui rend les chômeurs admissibles aux prestations ainsi que la durée maximale des prestations varient en fonction du taux de chômage dans chacune des 62 régions économiques du pays. Ainsi, un demandeur d’emploi dans une région où le chômage est de 15 % devra cotiser 12 semaines pour avoir droit à 30 semaines de chômage, tandis qu'un autre habitant une région où le chômage est de 5 %, aura besoin de 20 semaines de travail pour seulement 14 semaines d’indemnisation. Les économistes Michel Bédard et Pierre Fortin évoquent dans une étude un « système discriminatoire », puisque « toute personne qui perd involontairement son emploi voit ses finances personnelles ou familiales devenir précaires, quel que soit le taux de chômage de la région où elle habite ».
Le Mouvement action chômage est critique à l'égard de ce système, estimant que le taux de chômage moyen cache des réalités diverses :  « Au niveau d’une ville comme Montréal, un secteur d’activité peut être à 1% de chômage et un autre à 20%. C’est le principe d’une moyenne : elle gomme les situations particulières et simplifie le narratif. »